# Das indische Grabmal (pel·lícula de 1959)
Das indische Grabmal és una pel·lícula d'aventures dramàtica alemanya occidental-francesa-italiana de 1959. Va ser produïda per Artur Brauner, dirigida per Fritz Lang, i protagonitzada per Debra Paget, Paul Hubschmid, Walter Reyer, Claus Holm, Valéry Inkijinoff i Sabine Bethma.
És el segon de dos llargmetratges, que inclou el que s'ha conegut com èpica índia de Fritz Lang; el primer és Der Tiger von Eschnapur. Tots dos estan basats en la novel·la Das indische Grabmal, escrita per l'exdona de Lang, Thea von Harbou, que va morir el 1954. El 1960 American International Pictures va obtenir els drets d'ambdues pel·lícules i les va combinar en un llargmetratge de 90 minuts molt editat i rebatejat com a "Journey to the Lost City". Després de doblar tots dos al castellà, es van mostrar com a pel·lícules separades, quan de fet la segona era una continuació directa de la primera.
Els interiors es van rodar als Spandau Studios a Berlín Occidental amb escenografies dissenyades pel director d'art Helmut Nentwig i Willy Schatz.

## Sinopsi
Recollits per una caravana, Harald i Seetha són atesos pels vilatans. Però són traïts per alguns vilatans atrets per una gran recompensa. Es refugien en una cova als turons. Una estàtua de Shiva s'asseu a la cova i Seetha li ret homenatge, mentre que Harald no la té en compte. Com a resultat, són trobats pels homes de Chandra, el Maharajà d'Eschnapur. Seetha és feta presonera, mentre que el Harald simula una caiguda aparentment fatal.
La Irene es preocupa per l'absència d'Harald al maharajà. Aquest afirma que va morir durant una caça de tigres. Però Irène i el seu marit es convencen que és mentida. Chandra revela a Seetha que la tomba que s'està construint sota les seves finestres és per a ella.
Ramigani, el germà de Chandra, és partidari del casament amb Seetha, perquè pensa que aquest matrimoni revoltarà el poble i li permetrà prendre el poder.
Els sacerdots aconsegueixen de Chandra que Seetha sigui sotmesa al judici de la deessa, en haver de ballar davant de la seva estàtua sota l'amenaça d'una cobra. Seetha actua amb un vestit molt escàs; ella falla, però Chandra mata la cobra abans que la mossegui. Chandra finalment anuncia el seu matrimoni amb Seetha.
En realitat, Harald no ha mort. Ramigani el manté presoner en un pou, als soterranis del palau. Ramigani fa xantatge a Seetha: si no es casa amb Chandra, matarà Harald. Per convèncer-la, li mostra Harald encadenat en una infame presó. La ballarina es resigna, decidida a suïcidar-se un cop celebrat el matrimoni i salvat el seu amant.
La Irene busca Seetha al palau. Ella descobreix Seetha i s'assabenta que Harald està presoner sota terra. Ella es proposa trobar-lo amb el seu marit, cau a la colònia de leprosos salvatges, però el sacrifici d'Azagara la salva. Troba Harald al soterrani perquè va aconseguir escapar.
Quan el casament està a punt de celebrar-se, Ramigani i les seves tropes rebels arriben al temple en gran nombre i arresten Chandra. El maharajà caigut és torturat. Però el general Dagh, a qui Ramigani havia pensat assassinat, només estava ferit. Organitza la resposta i sotmet els rebels. Chandra és alliberat. Ramigani, fugint al palau subterrani, es perd a la fossa dels cocodrils. Dinamita un mur per escapar, però només allibera els cocodrils que el devoren.
Finalment Chandra es retira amb un savi hindú i allibera els dos amants que abandonen Eschnapur.

## Repartiment
- Debra Paget: Seetha
- Paul Hubschmid: Harald Berger
- Walter Reyer: Chandra
- Claus Holm: Walter Rhode
- Sabine Bethmann: Irène Rhode
- Valéry Inkijinoff: Yama
- René Deltgen: Ramigami
- Jochen Brockmann: Padhu
- Jochen Blume: Asagara
- Guido Celano: general Dagh

## En la cultura popular
La pel·lícula probablement es recorda millor avui per l'"escena de ball de serps" carregada d'eròtica de Debra Paget.

## Recepció
Al lloc web d'agregació de ressenyes Rotten Tomatoes, la pel·lícula va tenir una puntuació d'aprovació del 88% basada en 8 ressenyes. Die Welt va escriure: "Aquí jeu Fritz Lang, abans creador de pel·lícules importants com Metròpolis i M. La "tomba índia" és seva." [és a dir, tomba com a cineasta] A diferència d'aquelles opinions anteriors, els crítics de cinema americans contemporanis són positius sobre la pel·lícula.